# Врана (Црес)
44°50′ пн. ш. 14°25′ сх. д. / 44.83° пн. ш. 14.41° сх. д.
Врана (хорв. Vrana) — населений пункт у Хорватії, у Приморсько-Горанській жупанії у складі міста Црес.

## Населення
Населення за даними перепису 2011 року становило 12 осіб.
Динаміка чисельності населення поселення:

## Клімат
Середня річна температура становить 13,84 °C, середня максимальна – 26,54 °C, а середня мінімальна – 1,80 °C. Середня річна кількість опадів – 1040 мм.
| Клімат поселення                              | Клімат поселення | Клімат поселення | Клімат поселення | Клімат поселення | Клімат поселення | Клімат поселення | Клімат поселення | Клімат поселення | Клімат поселення | Клімат поселення | Клімат поселення | Клімат поселення | Клімат поселення |
| Показник                                      | Січ.             | Лют.             | Бер.             | Квіт.            | Трав.            | Черв.            | Лип.             | Серп.            | Вер.             | Жовт.            | Лист.            | Груд.            |                  |
| Середній максимум, °C                         | 9,44             | 9,60             | 12,34            | 15,78            | 20,46            | 24,48            | 26,45            | 26,54            | 22,17            | 17,60            | 12,68            | 9,94             |                  |
| Середня температура, °C                       | 5,62             | 5,77             | 8,51             | 11,95            | 16,63            | 20,66            | 23,38            | 23,47            | 19,10            | 14,52            | 9,60             | 6,85             |                  |
| Середній мінімум, °C                          | 1,80             | 1,95             | 4,69             | 8,12             | 12,81            | 16,84            | 20,31            | 20,40            | 16,01            | 11,46            | 6,52             | 3,78             |                  |
| Норма опадів, мм                              | 88               | 72               | 72               | 75               | 68               | 74               | 43               | 68               | 107              | 131              | 136              | 106              |                  |
| Середньомісячна швидкість вітру, м/с          | 3.02             | 3.22             | 3.26             | 3.07             | 2.76             | 2.62             | 2.60             | 2.59             | 2.73             | 2.98             | 3.37             | 3.28             |                  |
| Середньомісячна сонячна радіація, кДж/м²·день | 4634             | 7446             | 10895            | 15537            | 19972            | 21653            | 23165            | 19922            | 14651            | 9395             | 5042             | 3910             |                  |
| --------------------------------------------- | ---------------- | ---------------- | ---------------- | ---------------- | ---------------- | ---------------- | ---------------- | ---------------- | ---------------- | ---------------- | ---------------- | ---------------- | ---------------- |
| Джерело:                                      |                  |                  |                  |                  |                  |                  |                  |                  |                  |                  |                  |                  |                  |